# Cristian Molinaro
Cristian Molinaro (n. 30 iulie 1983, Vallo della Lucania, Italia) este un fotbalist italian retras din activitate care a jucat pe post de fundaș. În prezent lucrează ca director tehnic la clubul din Serie A, Venezia. A reprezentat echipa națională a Italiei.